# Rommers
Rommers ist ein Stadtteilteil von Gersfeld (Rhön) im osthessischen Landkreis Fulda.

## Geographische Lage
Das Dorf liegt rund 3,2 km südsüdwestlich vom Zentrum des Kernorts von Gersfeld im Biosphärenreservat Rhön und im Naturpark Hessische Rhön. Durchflossen wird es vom Oberlauf des Fulda-Zuflusses Schmalnau (im Ober- und Mittellauf Rommerser Wasser genannt). Südöstlich der Ortschaft, die auf 551 bis 612 m ü. NN liegt, erhebt sich der Rommerser Berg (850,2 m) und nordwestlich der Kleine Nallenberg (704,1 m).
Siedlungsplätze innerhalb der Gemarkung:
- Forsthaus (Forsthaus)[3]
- Teufelsäcker (Hof)[4]
- Teufelsgraben (Hof)[5]
- Ziegelei (Gewerbesiedlung)[6]

## Geschichte

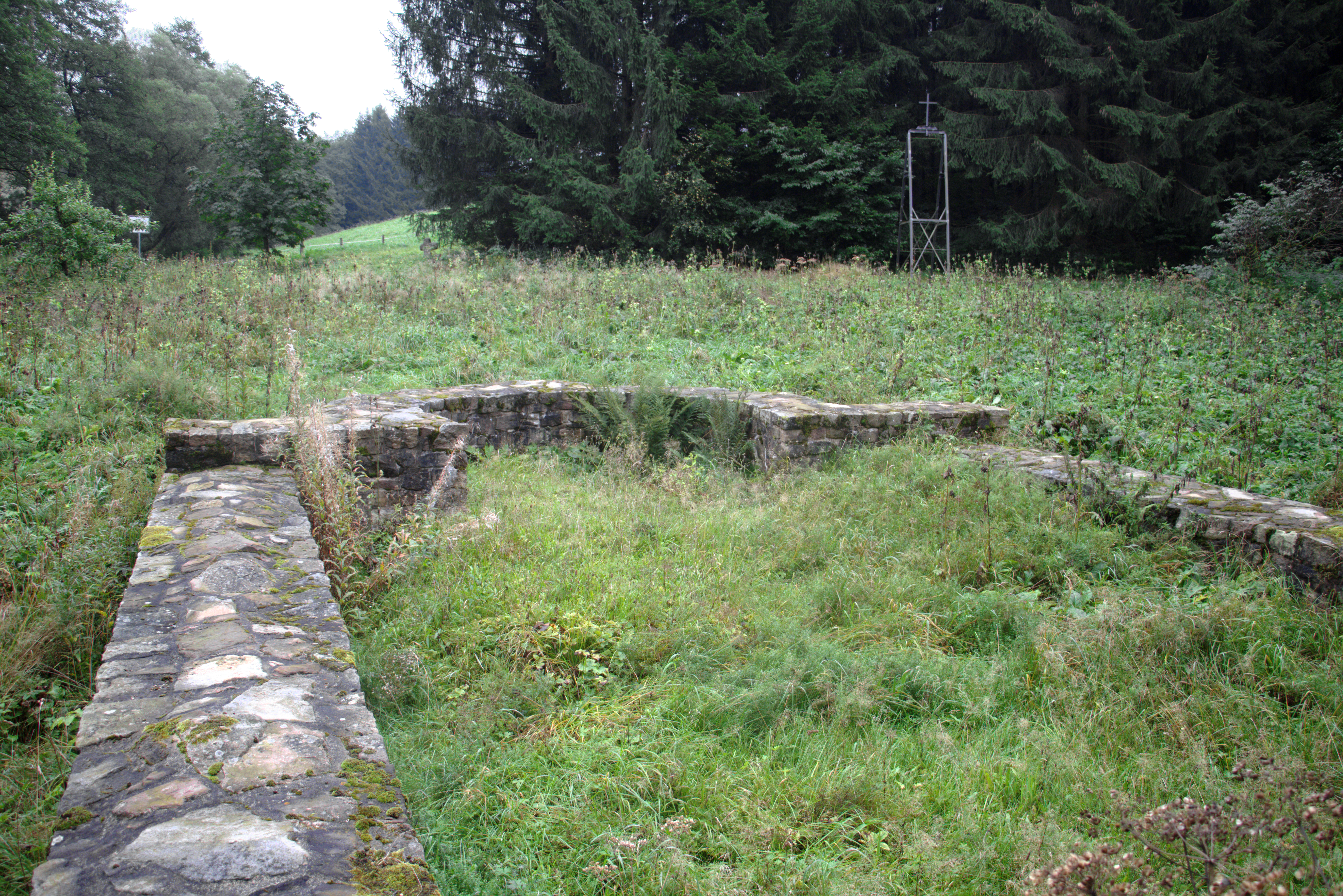
Überreste der Rommerser Kirche am Rand des Truppenübungsplatz Wildflecken

### Ortsgeschichte
Die älteste bekannte schriftliche Erwähnung von Rommers erfolgte im Jahr 1441.
Nachdem der Ort Wüstung war, wurde er 1558 von vier Personen wieder besiedelt.
Zum 31. Dezember 1970 wurde die bis dahin selbständige Gemeinde Rommers im Zuge der Gebietsreform in Hessen auf freiwilliger Basis in die Stadt Gersfeld eingemeindet.
Für den Stadtteil Rommers wurde, wie für die übrigen nach Gersfeld eingegliederten Gemeinden, ein Ortsbezirk eingerichtet.

### Verwaltungsgeschichte im Überblick
Die folgende Liste zeigt die Staaten und Verwaltungseinheiten, denen Rommers angehört(e):

- vor 1806: Heiliges Römisches Reich, Herrschaft der Grafen von Frohberg (Ritterkanton Rhön-Werra, Buchisches Quartier), Herrschaftsgericht Gersfeld
- 1806–1818: Großherzogtum Würzburg[Anm. 2]
- 1820–1843: Königreich Bayern, Herrschaftsgericht Gersfeld, ausgeübt durch die Grafen von Frohberg
- ab 1843: Königreich Bayern, Regierungsbezirk Unterfranken und Aschaffenburg, Landgerichtsbezirk Bischofsheim
- ab 1862: Königreich Bayern, Regierungsbezirk Unterfranken, Bezirksamt Gersfeld[Anm. 3]
- ab 1867: Königreich Preußen,[Anm. 4] Provinz Hessen-Nassau, Regierungsbezirk Kassel, Kreis Gersfeld
- ab 1871: Deutsches Reich, Königreich Preußen, Provinz Hessen-Nassau, Regierungsbezirk Kassel, Kreis Gersfeld
- ab 1918: Deutsches Reich, Freistaat Preußen, Provinz Hessen-Nassau, Regierungsbezirk Kassel, Kreis Gersfeld
- ab 1932: Deutsches Reich, Freistaat Preußen, Provinz Hessen-Nassau, Regierungsbezirk Kassel, Landkreis Fulda
- ab 1944: Deutsches Reich, Freistaat Preußen, Provinz Kurhessen, Landkreis Fulda
- ab 1945: Deutsches Reich, Amerikanische Besatzungszone,[Anm. 5] Groß-Hessen, Regierungsbezirk Kassel, Landkreis Fulda
- ab 1946: Deutsches Reich, Amerikanische Besatzungszone, Hessen, Regierungsbezirk Kassel, Landkreis Fulda
- ab 1949: Bundesrepublik Deutschland, Hessen, Regierungsbezirk Kassel, Landkreis Fulda
- ab 1971: Bundesrepublik Deutschland, Hessen, Regierungsbezirk Kassel, Landkreis Fulda, Stadt Gersfeld (Rhön)

## Bevölkerung

### Einwohnerentwicklung
- 1558: 4 Einwohner[1]

| Rommers: Einwohnerzahlen von 1834 bis 2020 | Rommers: Einwohnerzahlen von 1834 bis 2020 | Rommers: Einwohnerzahlen von 1834 bis 2020 | Rommers: Einwohnerzahlen von 1834 bis 2020 | Rommers: Einwohnerzahlen von 1834 bis 2020 |
| --- | ------------------------------------------ | ------------------------------------------ | ------------------------------------------ | ------------------------------------------ |
| Jahr |                                            |                                            |                                            | Einwohner                                  |
| 1834 | 1834                                       |                                            | 188                                        | 188                                        |
| 1840 | 1840                                       |                                            | 199                                        | 199                                        |
| 1846 | 1846                                       |                                            | 202                                        | 202                                        |
| 1852 | 1852                                       |                                            | 203                                        | 203                                        |
| 1858 | 1858                                       |                                            | 188                                        | 188                                        |
| 1864 | 1864                                       |                                            | 181                                        | 181                                        |
| 1871 | 1871                                       |                                            | 190                                        | 190                                        |
| 1875 | 1875                                       |                                            | 186                                        | 186                                        |
| 1885 | 1885                                       |                                            | 164                                        | 164                                        |
| 1895 | 1895                                       |                                            | 139                                        | 139                                        |
| 1905 | 1905                                       |                                            | 153                                        | 153                                        |
| 1910 | 1910                                       |                                            | 146                                        | 146                                        |
| 1925 | 1925                                       |                                            | 159                                        | 159                                        |
| 1939 | 1939                                       |                                            | 134                                        | 134                                        |
| 1946 | 1946                                       |                                            | 182                                        | 182                                        |
| 1950 | 1950                                       |                                            | 152                                        | 152                                        |
| 1956 | 1956                                       |                                            | 129                                        | 129                                        |
| 1961 | 1961                                       |                                            | 129                                        | 129                                        |
| 1967 | 1967                                       |                                            | 120                                        | 120                                        |
| 1970 | 1970                                       |                                            | 105                                        | 105                                        |
| 1980 | 1980                                       |                                            | ?                                          | ?                                          |
| 1990 | 1990                                       |                                            | ?                                          | ?                                          |
| 2000 | 2000                                       |                                            | 97                                         | 97                                         |
| 2005 | 2005                                       |                                            | 97                                         | 97                                         |
| 2010 | 2010                                       |                                            | 80                                         | 80                                         |
| 2011 | 2011                                       |                                            | 97                                         | 97                                         |
| 2015 | 2015                                       |                                            | 81                                         | 81                                         |
| 2020 | 2020                                       |                                            | 64                                         | 64                                         |
| Datenquelle: Historisches Gemeindeverzeichnis für Hessen: Die Bevölkerung der Gemeinden 1834 bis 1967. Wiesbaden: Hessisches Statistisches Landesamt, 1968. Weitere Quellen: LAGIS:; Nach 1970 Stadt Gersfeld:; Zensus 2011 |                                            |                                            |                                            |                                            |

### Einwohnerstruktur 2011
Nach den Erhebungen des Zensus 2011 lebten am Stichtag dem 9. Mai 2011 in Rommers 78 Einwohner. Darunter waren keine Ausländer. Nach dem Lebensalter waren 15 Einwohner unter 18 Jahren, 27 zwischen 18 und 49, 15 zwischen 50 und 64 und 18 Einwohner waren älter. Die Einwohner lebten in 30 Haushalten. Davon waren 9 Singlehaushalte, 6 Paare ohne Kinder und 12 Paare mit Kindern, sowie 6 Alleinerziehende und keine Wohngemeinschaften. In 9 Haushalten lebten ausschließlich Senioren/-innen und in 18 Haushaltungen lebten keine Senioren/-innen.

### Historische Religionszugehörigkeit
| • 1885: | 151 evangelische (= 99,3 %), ein katholischer (= 0,7 %) Einwohner |
| • 1961: | 116 evangelische (= 89,9 %), 13 katholische (= 10,1 %) Einwohner  |

## Politik
Für Rommers besteht ein Ortsbezirk (Gebiete der ehemaligen Gemeinde Rommers) mit Ortsbeirat und Ortsvorsteher nach der Hessischen Gemeindeordnung. Der Ortsbeirat besteht aus drei Mitgliedern. Bei den Kommunalwahlen in Hessen 2021 betrug die Wahlbeteiligung zum Ortsbeirat 75,47 %. Alle Kandidaten gehörten der „Bürgerliste Rommers“ an. Der Ortsbeirat wählte Jens Gutermuth zum Ortsvorsteher.